# O'Dayne Richards
O'Dayne Richards (Saint Andrew, 14 dicembre 1988) è un pesista giamaicano, medaglia d'oro alle Universiadi di Shenzhen nel 2011.

## Palmarès
| Anno | Manifestazione          | Sede           | Evento           | Risultato | Prestazione | Note                                 |
| ---- | ----------------------- | -------------- | ---------------- | --------- | ----------- | ------------------------------------ |
| 2010 | Giochi CAC              | Mayagüez       | Getto del peso   | Argento   | 18,92 m     |                                      |
| 2010 | Giochi CAC              | Mayagüez       | Lancio del disco | 4º        | 54,10 m     |                                      |
| 2011 | Campionati CAC          | Mayagüez       | Getto del peso   | Oro       | 19,16 m     |                                      |
| 2011 | Universiadi             | Shenzhen       | Getto del peso   | Oro       | 19,93 m     | Miglior prestazione personale        |
| 2011 | Universiadi             | Shenzhen       | Lancio del disco | 21º (q)   | 47,46 m     |                                      |
| 2013 | Campionati CAC          | Morelia        | Getto del peso   | Oro       | 20,97 m     | Record dei campionati                |
| 2013 | Mondiali                | Mosca          | Getto del peso   | 20º (q)   | 19,08 m     |                                      |
| 2014 | Mondiali indoor         | Sopot          | Getto del peso   | 14º (q)   | 19,77 m     | Miglior prestazione personale        |
| 2014 | Commonwealth            | Glasgow        | Getto del peso   | Oro       | 21,61 m     | Record nazionale · Record dei Giochi |
| 2015 | Panamericani            | Toronto        | Getto del peso   | Oro       | 21,69 m     | Record nazionale · Record dei Giochi |
| 2015 | Mondiali                | Pechino        | Getto del peso   | Bronzo    | 21,69 m     | Record nazionale                     |
| 2016 | Olimpiadi               | Rio de Janeiro | Getto del peso   | 8º        | 20,64 m     |                                      |
| 2017 | Mondiali                | Londra         | Getto del peso   | 19º (q)   | 19,95 m     |                                      |
| 2018 | Mondiali indoor         | Birmingham     | Getto del peso   | 11º       | 19,93 m     | Miglior prestazione personale        |
| 2018 | Commonwealth            | Gold Coast     | Getto del peso   | 4º        | 20,80 m     |                                      |
| 2018 | Giochi CAC              | Barranquilla   | Getto del peso   | Oro       | 21,02 m     | Record dei Giochi                    |
| 2018 | Campionati NACAC        | Toronto        | Getto del peso   | Bronzo    | 20,89 m     |                                      |
| 2019 | Giochi panamericani     | Lima           | Getto del peso   | 5º        | 20,07 m     |                                      |
| 2019 | Mondiali                | Doha           | Getto del peso   | 22º (q)   | 20,07 m     |                                      |
| 2022 | Giochi del Commonwealth | Birmingham     | Getto del peso   | 6º        | 19,90 m     |                                      |
| 2022 | Campionati NACAC        | Freeport       | Getto del peso   | Bronzo    | 20,05 m     |                                      |
| 2023 | Giochi panamericani     | Santiago       | Getto del peso   | 9º        | 18,37 m     |                                      |

## Altre competizioni internazionali
2014
- 4º al Weltklasse Zürich ( Zurigo), getto del peso - 20,79 m
- Argento in Coppa continentale di atletica leggera ( Marrakech), getto del peso - 21,10 m